# حسن أباد الجديدة (سورماغ)
حسن أباد الجديدة (بالفارسية: حسن‌آباد نو) هي قرية تقع في إيران في الناحية المركزية، قسم سورماغ الريفي. سُجلت في إحصاء عام 2006 ميلادية ولم تُسجل أي معلومات عن عدد سكانها.